# Chiesa di Cennanino
La chiesa di Cennanino o Cennanuzzo, ridotta oggi a cappellina, è una chiesetta che si trova sul poggio di Cennano, poco lontano dal colle dei Cappuccini, a Montevarchi.

## Storia
L'attuale Cennanino era in origine l'antica chiesa e parrocchia del primo nucleo cittadino di Montevarchi che stava a ridosso del castello dei conti Guidi. La chiesa era dedicata a Sant'Andrea apostolo e prese il nome di "'a Cennano" dal poggio sul quale sorgeva. Non è chiara l'origine del toponimo "a Cennano" che potrebbe essersi evoluto da un più antico Acciano, poi Acennano come per la scomparsa badia di Santo Stefano in Acciano e, più tardi, in Acennano a Pienza oppure da un originario "Cellano" come in varie altre località del Chianti fiorentino.
Pietro Accolti, podestà di Montevarchi e padre del cardinale Benedetto, nel 1627 scriveva «qui ebbero negli andati primi secoli la primiera loro sede li presenti habitatori et di ciò ne appariscono segni d'antichità in qualche rovina al Castellare, luogo che ancora ritiene il nome del Castello che ivi risiedeva, ma più che altrove nella antichissima Chiesa di Cennanuzzo, indi poco lontana, nell'architrave della cui porta sono intagliate lettere di carattere etrusco, non inteso o conosciuto dai moderni». 

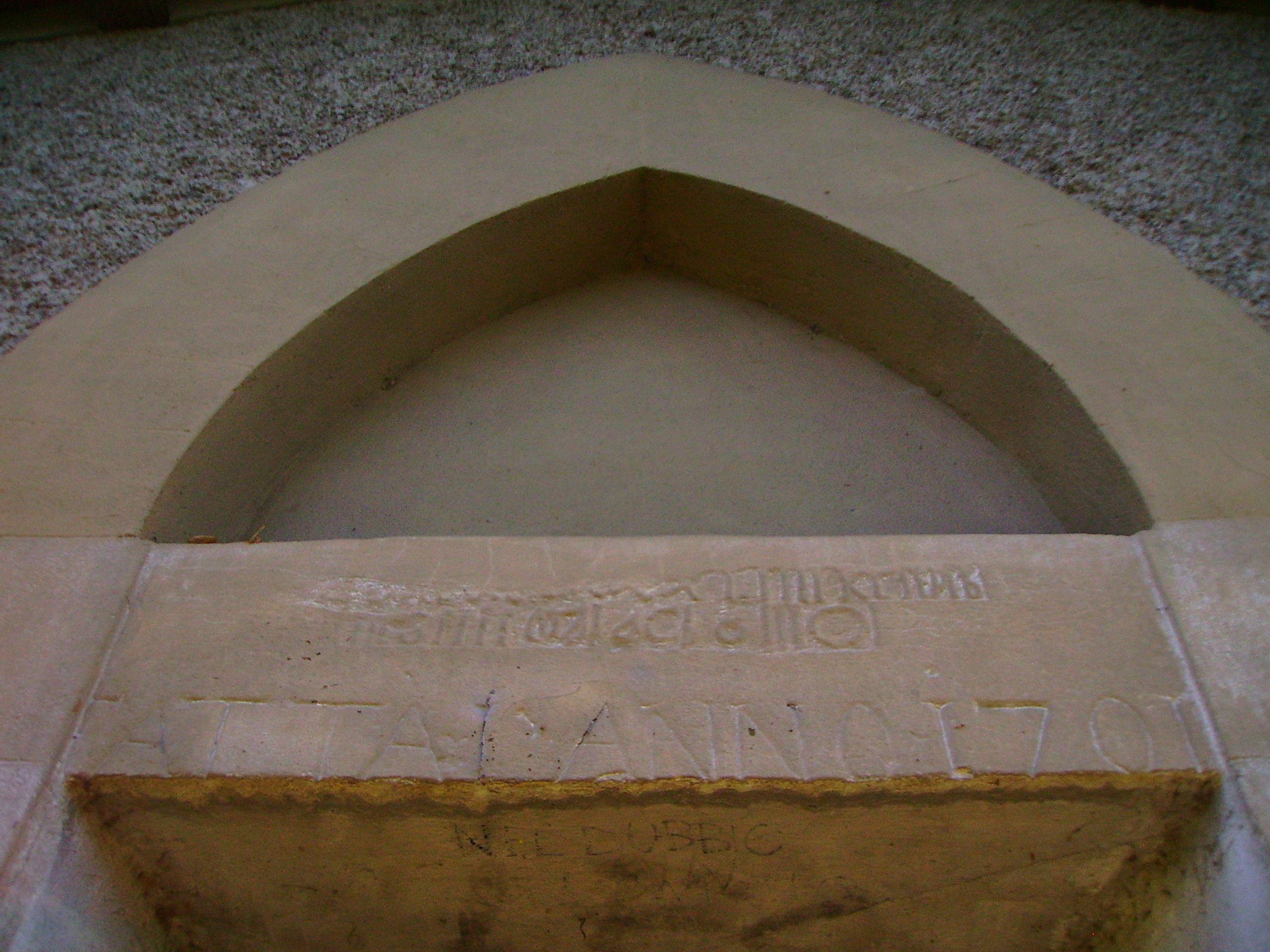
L'iscrizione sull'architrave

In realtà si trattava di un'epigrafe in latino piena di abbreviazioni, scolpita in caratteri gotici antichi e già all'epoca molto corrosa. Quello che attualmente si riesce a leggere è «MILLO. C. C. XXXI. IIII. KL. SEPTB.» ovvero «1231, Quarta Calenda di settembre, Indizione quarta» che corrisponderebbe al 29 agosto 1231.
Ma, in data imprecisata, per i continui smottamenti del terreno «l'antica e primitiva Chiesa fu demolita per non potersi più sostenere e vi fu edificata contiguamente in luogo meno pericoloso di rovina una piccola chiesina detta Cennanino o Cennanuzzo». Nonostante ciò «a dì 26 febbraio 1653 ricordo come dal suddetto D. Federigo Bazzanti proposto fu risarcita e rifatta la Chiesa di Cennanino dove già era la Chiesa principale di S. Andrea a Cennano, la quale chiesa era tuttavia rovinata e si credeva di giorno in giorno andasse tutta per terra per essere mai stato provveduto a tale rovina, e la spesa di tal risarcimento fu circa scudi 40».
La propositura di Cennano nel frattempo, fin dal 1275, si era trasferita in città in una nuova chiesa che sorgeva presso l'odierno vicolo Bartoli all'angolo con via Cennano che prese il nome di chiesa di Sant'Andrea Apostolo a Cennano e che dette poi il nome alla via omonima.